# Rossana Banti
Rossana Banti (Roma, 8 gennaio 1925 – Mistretta, 5 ottobre 2021) è stata una partigiana italiana.

## Biografia
Rossana Banti nacque a Roma l'8 gennaio 1925. Fin da ragazzina, durante gli anni del liceo, si avvicinò a idee comuniste e antifasciste e cominciò con il produrre manifesti clandestini. La sua azione tra il 1943 e il 1944 continuò trasportando le copie dell’Unità, giornale allora clandestino, da una parte all’altra di Roma. Ricercata dai nazifascisti nella Capitale, entrò in clandestinità fin da giovanissima, e diventò staffetta partigiana con il compito di portare esplosivi.
Pochi mesi dopo la liberazione di Roma dai nazifascisti, il 23 settembre 1944 Rossana Banti fu reclutata dallo Special Operations Executive (SOE) e si arruolò nelle unità speciali First Aid Nursing Yeomanry (FANY) con cui collaborò fino al 29 maggio 1945. Grazie alla sua conoscenza della lingua inglese, divenne un elemento prezioso per tenere i contatti tra gli Alleati e la Resistenza italiana al Nord. Era lei che traduceva, trasmetteva e annunciava dove sarebbero stati lanciati cibo e armi.
Per i suoi servizi nel FANY, le furono assegnata tre medaglie inglesi subito dopo il secondo conflitto mondiale. Queste onorificenze le furono però consegnate solo settant'anni dopo, il 5 gennaio 2015, dall'ambasciatore inglese in Italia.
È morta a 96 anni.

## Vita privata
Si era sposata con un partigiano italiano arruolato con gli inglesi, Giuliano Mattioli, figlio del banchiere Raffaele. Due i figli: Luca e Raffaella.